# Pintu Padang Jae
Pintu Padang Jae is een bestuurslaag in het regentschap Mandailing Natal van de provincie Noord-Sumatra, Indonesië. Pintu Padang Jae telt 752 inwoners (volkstelling 2010).